# Quo (Status Quo)
Quo is het zevende studioalbum van de Engelse rockband Status Quo. Het werd in mei 1974 uitgegeven. Naast de vier vaste leden van de Quo speelden in het nummer "Break the Rules" twee gastmuzikanten mee, Bob Young (mondharmonica) en Tom Parker (piano). In april 1974 werd dit nummer als enige single van Quo uitgegeven, met "Lonely Night" als B-kant. Deze single bereikte de achtste plaats in de UK Singles Chart en was daarmee de vierde hit van de band in het Verenigd Koninkrijk. Het album zelf bereikte de tweede plaats in de Britse hitlijst.

## Composities
1. "Backwater" (Parfitt/Lancaster) - 4:22
2. "Just Take Me" (Parfitt/Lancaster) - 3:31
3. "Break the Rules" (Rossi/Parfitt/Lancaster/Coghlan/Bob Young) - 3:37
4. "Drifting Away" (Parfitt/Lancaster) - 5:00
5. "Don't Think it Matters" (Parfitt/Lancaster) - 4:48
6. "Fine Fine Fine" (Rossi/Young) - 2:31
7. "Lonely Man" (Parfitt/Lancaster) - 5:05
8. "Slow Train" (Rossi/Young) - 7:55

Bonusnummer op de heruitgave uit 2005
9. "Lonely Night" (Rossi/Parfitt/Lancaster/Coghlan/Young) - 3:26

## Bezetting
- Francis Rossi - gitaar, zang
- Rick Parfitt - gitaar, zang
- Alan Lancaster - basgitaar, zang
- John Coghlan - drums

Gastmuzikanten
- Bob Young - mondharmonica
- Tom Parker - piano